# St. Jakobus der Ältere (Hollstadt)

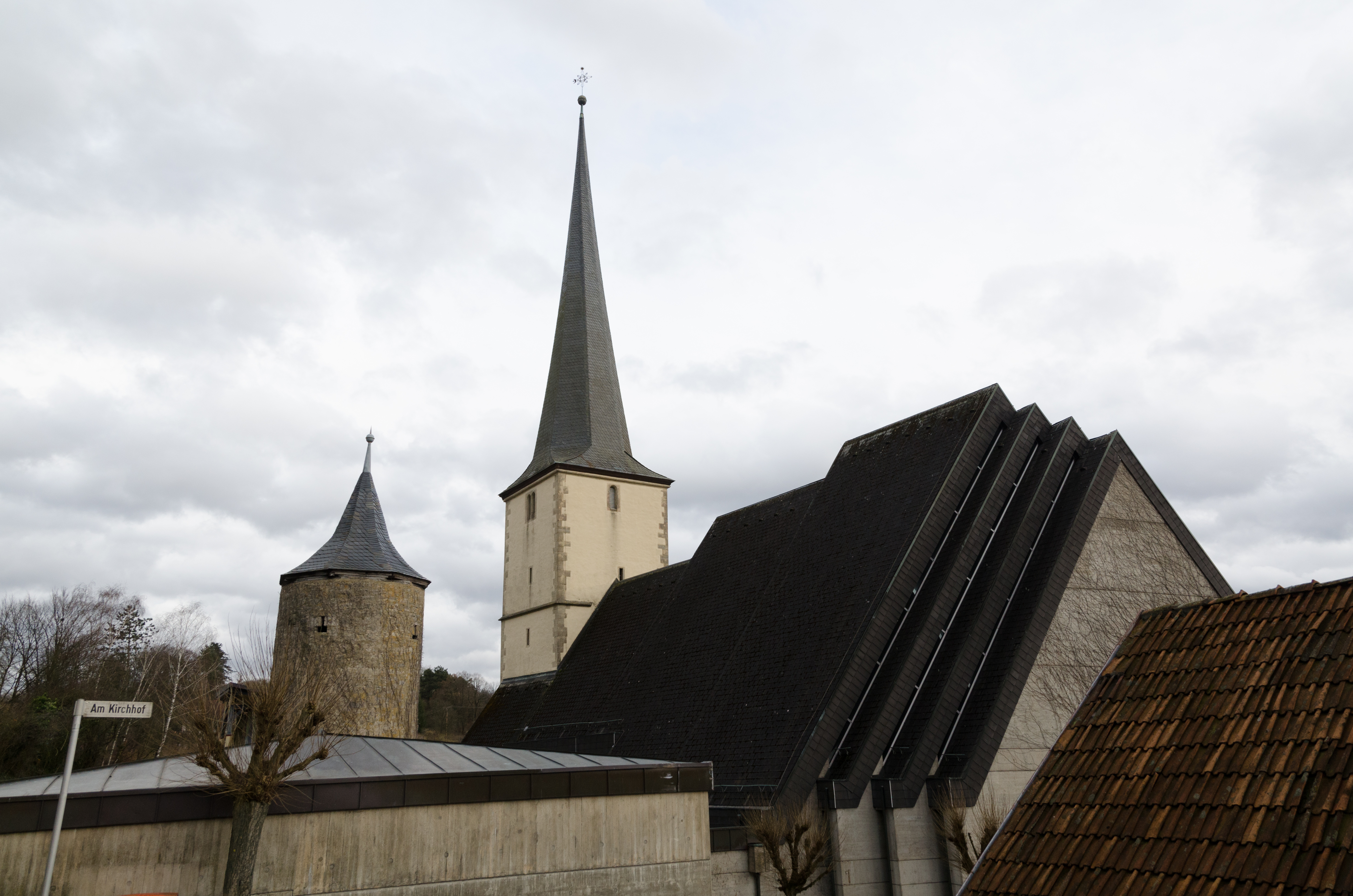
St. Jakobus der Ältere (Hollstadt)

St. Jakobus der Ältere ist die römisch-katholische Pfarrkirche in Hollstadt, einer bayerischen Gemeinde im unterfränkischen Landkreis Rhön-Grabfeld. Der Turm des denkmalgeschützten Bauwerks entstand im Jahr 1610. Die Pfarrei gehört zur Pfarreiengemeinschaft Um den Michelsberg (Heustreu) im Dekanat Bad Neustadt des Bistums Würzburg.

## Beschreibung

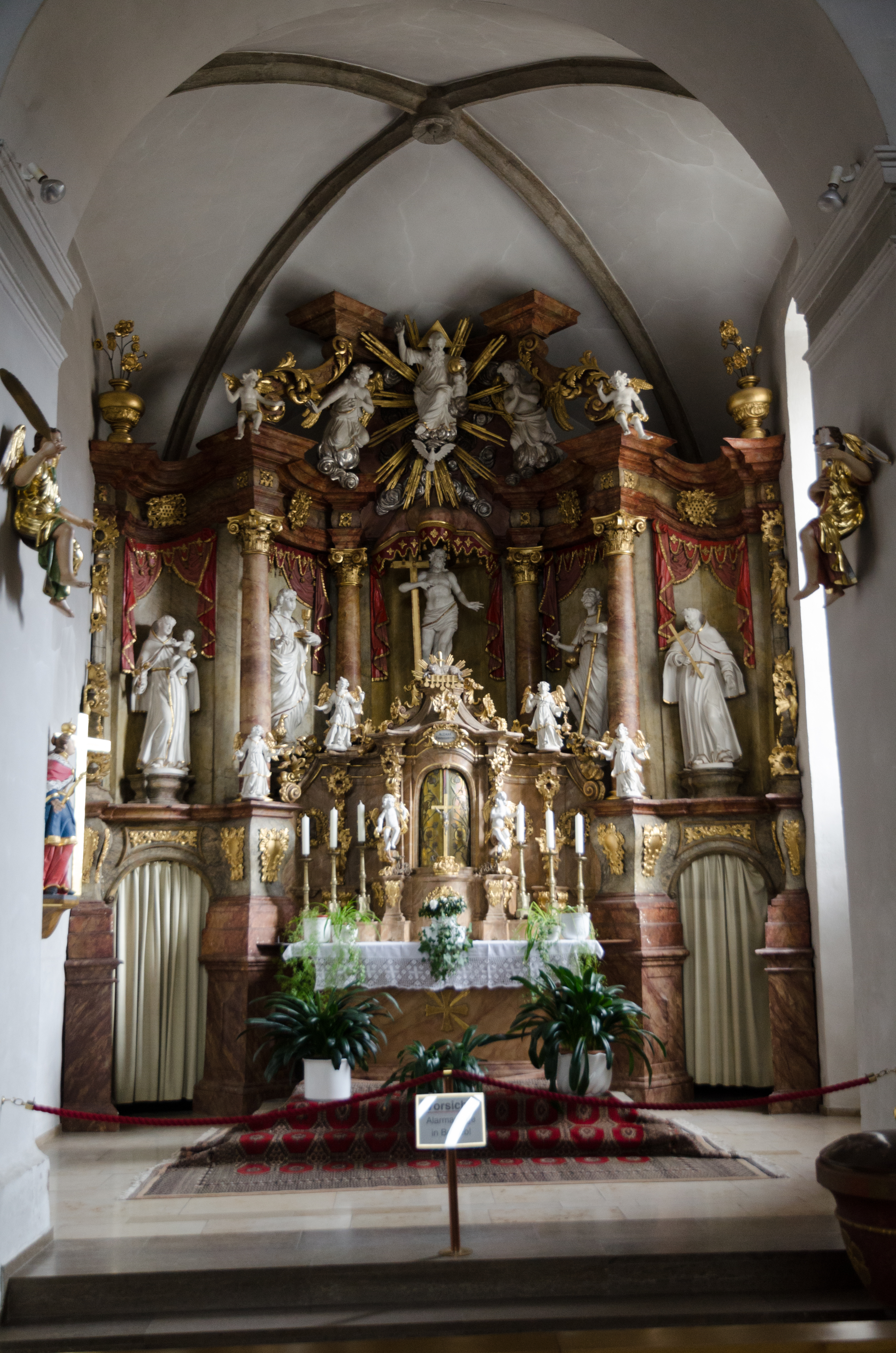
Altarraum

Am 7. März 1969 begann der Abbruch der alten Saalkirche von 1716 bis auf den mit einem achtseitigen, schiefergedeckten Knickhelm bedeckten Chorturm. Die moderne Zeltkirche wurde am 5. Juli 1970 von Alfons Kempf eingeweiht. Das neue Langhaus besteht aus mehrfach gestaffelten, mit Satteldächern bedeckten Baukörpern. 
Die Orgel mit 20 Registern, zwei Manualen und einem Pedal wurde 1972 von Horst Hoffmann errichtet.